# Pastorale (Pays basque)
Pour les articles homonymes, voir Pastorale.
La pastorale souletine est une pièce de théâtre en plein air entièrement en langue basque et plus particulièrement en souletin. Héritière des théâtres médiévaux, elle est montée par l'errejent, metteur en scène et garant de la tradition, et jouée par des danseurs et des acteurs d'un même village. La thématique centrale de la pastorale est toujours la lutte entre le bien et le mal, entre deux groupes représentés en bleu et en rouge. Cette forme de théâtre traditionnelle et contemporaine à la fois, déplace les foules du Pays basque et est considérée comme un évènement majeur par le milieu culturel basque. C'est une des caractéristiques culturelles essentielles de la Soule.
Une pastorale est organisée chaque année par un village souletin différent. Les répétitions durent de six mois à un an. Les représentations durent environ trois heures et se déroulent généralement le dernier dimanche de juillet et le premier dimanche d'août. Cette pratique a été inscrite à l'Inventaire du patrimoine culturel immatériel en France depuis 2012.
Le savoir-faire du metteur en scène de la pastorale Souletine, aussi nommé errejent a été classé à l'Inventaire du patrimoine culturel immatériel en France en 2018.

## Histoire
Essentiellement jouées en Soule, les pastorales représentent l'une des plus anciennes formes de culture du Pays basque. Elles puisent leurs origines dans le Moyen Âge, portées par la tradition orale, les premiers documents qui en font mention datant de 1750. Proche des drames liturgiques du Moyen Âge, la pastorale a cependant évolué au fil des années. Aux XVe et XVIe siècles, les légendes religieuses et héroïques en étaient les seules inspiratrices.
Elles étaient à l'origine jouées dans les églises, mais jugées obscènes, elles durent trouver d'autres scènes.
Depuis les années 1950, grâce au poète Pierre Bordaçarre (Etxahun-Iruri), la pastorale a été rénovée, moins dans sa forme que dans les thèmes qu'elle explore, qui se concentrent sur l'histoire du Pays basque.
À l'origine, la pastorale était annoncée le matin, lors du service religieux. Elle commençait par un défilé appelé munstra, jusqu'à la scène où l'un des participants se chargeait du pheredika initial, qui consiste en un salut à l'assistance et en une présentation du thème de la pastorale.
La pastorale proprement dite commençait alors. Les scènes étaient numérotées, afin que le public puisse suivre le déroulement de l'action, un enfant situé près des musiciens étant chargé de brandir des panneaux sur lesquels les numéros étaient inscrits.
La pastorale s'achevait par un pheredika final, consistant en un résumé du message porté par le spectacle et en un salut final.

## Déroulement
Les pastorales peuvent durer jusqu'à trois heures et présentent des danses et des chants en basque. Elles accompagnent toutes les fêtes locales, tout au long de l'année.

### Caractéristiques
- Dualisme : c'est peut-être ce qui constitue sa particularité la plus importante. Une distinction claire entre les bons et les méchants est établie. Parmi les bons on retrouve les Chrétiens (Kiristiak), les anges, les prêtres et Dieu, encore que ce dernier ne soit jamais physiquement représenté, mais interprété seulement par une voix. En revanche, les méchants sont toujours les ennemis de l'époque, les Turcs (Sarrasins) et les Turquettes, les Français, les Anglais et les "Satan", qui ponctuent la représentation de pas de danse souletine.
- La musique : à l'origine, l'accompagnement se faisait à l'aide de chants grégoriens, durant lesquels les personnages entraient, sortaient ou se changeaient. Les instruments principaux étaient la flûte et l'atabal mais de nos jours, la présence instrumentale s'est notablement élargie: elle est désormais constituée de cuivres, violons, et les traditionnels ttun-ttun, txulule et atabala. Lors de la pastorale 2009, à Alos-Sibas-Abense, des instruments tels que violoncelle, accordéon chromatique et diatonique, violon, bouzouki, font leur apparition et vont donner une "couleur" XVe siècle à la musique.
- La danse : elle constitue l'objet expressif principal de l'œuvre.

## Les pastorales connues

### XVIIIesiècle
- 1750 : Esquiule (Béarn) sur le thème de Sainte Elisabeth de Portugal, fille du roi Pierre III d'Aragon. Cette pastorale, dont le manuscrit est conservé à la bibliothèque du musée basque de Bayonne, retrace la vie de cette reine canonisée en 1625. Le livret aurait été écrit par le régent Jauliber[3] ;
- 1759 : Camou sur le thème d'Œdipe ;
- 1760 : Larrau sur le thème de Jean de Paris ;
- 1769 : Sauguis[2] sur le thème de Richard Sans-Peur ;
- 1769 : Alçabéhéty sur le thème de Saint Eustache ;
- 1770 : Charritte-de-Bas sur le thème de Clovis ;
- 1770 : Abense-de-Bas sur le thème de l'enfant prodigue ;
- 1773 : Alçabéhéty sur le thème d'Abraham ;
- 1783 : Espès sur le thème de Saint Martin ;
- 1783 : Rivehaute (Béarn) sur le thème de Hélène de Constantinople ;
- 1784 : Rivehaute (Béarn) sur le thème de Hélène de Constantinople ;
- 1790 : Ainharp sur le thème de Godefroy de Bouillon ;
- 1792 : Arette (Béarn) sur le thème de Saint Louis ;
- 1793 : Garindein sur le thème d'Œdipe ;
- 1793 : Ordiarp sur le thème de Godefroy de Bouillon ;
- 1796 : Alos sur le thème de Roland ;
- 1796 : Lichans sur le thème de Hélène de Constantinople ;
- 1796 : Arrast sur le thème de l'enfant prodigue ;
- 1798 : Ordiarp sur le thème de Godefroy de Bouillon ;
- 1799 : ? sur le thème de Clovis.

### XIXesiècle
- 1833 : Castet[2] en vallée d'Ossau ;
- 1839 : Tardets[2] sur le thème de saint Roch ;
- 1850 : Alçabéhéty[2] sur le thème d'Alexandre le Grand ;

### XXesiècle
- 1903 : Uhart-Cize[2] sur le thème de Saint Louis ;
- 1906 : Roquiague[2] sur le thème de Nabuchodonosor ;
- 1909 : Ordiarp sur le thème de Abraham ;
- 1910 : Ossas sur le thème de Jeanne d'Arc ;
- 1912 : Esquiule[2] sur le thème de Napoléon ;
- 1921 : Trois-Villes[2] sur le thème d'Alexandre le Grand ;
- 1923 : Garindein sur le thème de Robert le Diable ;
- 1927 : Chéraute sur le thème de Napoléon ;
- 1928 : Alos[2] sur le thème d'Abraham ;
- 1936 : Tardets[2] sur le thème de Charlemagne ;
- 1951 : Garindein sur le thème de Robert le Diable ;
- 1952 : Ossas[2] sur le thème d'Abraham ;
- 1953 : Gotein sur le thème de Etxahun (Etxahun Barkoxe) poète et bertsolari mort à Barcus en 1862. Pastorale écrite par Etxahun Iruri ;
- 1955 : Esquiule[2] sur le thème de Matalas. Cette pastorale est l'œuvre de Pierre Bordaçarré, dit Etxahun-Iruri, natif de Trois-Villes, qui créa neuf pastorales de 1953 à 1978 ;
- 1958 : Mauléon-Licharre[2] sur le thème de Berterreche. Cette pastorale est l'œuvre de Pierre Bordaçarré. Elle retrace l'assassinat de Berterretx, conséquence de la lutte des deux familles, Beaumont et Gramont ;
- 1962 : Barcus sur le thème de Etxahun (Etxahun Barkoxe) poète et bertsolari mort à Barcus en 1862. Pastorale écrite par Etxahun Iruri et donnée à Barcus en célébration du centenaire de sa mort ;
- 1963 : Gotein sur le thème de Zantxo Azkarra écrite par Etxahun Iruri ;
- 1967 : Mauléon-Licharre[2] sur le thème de Chiquito de Cambo. Cette pastorale est l'œuvre de Etxahun Iruri ;
- 1980 : Ordiarp sur le thème de Iparragirre et écrit par Etxahun Iruri ;
- 1982 : Pagolle sur le thème de Pette Basabürü (Pette Beretter[4]) et écrit par Junes Casenave. Cette pastorale est l'œuvre de Pierre Bordaçarré ;
- 1983 : Ossès et Trois-Villes sur le thème de Pette Basabürü et écrit par Junes Casenave ;
- 1984 : Chéraute sur le thème de Aimunen lau semiak  et écrit par Arotcharen et Dalgalarrondo ;
- 1985 : Musculdy sur le thème de A. d'Oihenart et écrit par Allande Agergarai ;
- 1986 : Barcus sur le thème de Etxahun Koblakari et écrit par Etxahun Iruri ;
- 1988 : Ordiarp[2] sur le thème d'Agosti Xaho et écrit par Jean-Mixel Bedaxagar ;
- 1989 : Alçay et Lacarry sur le thème de Zumalakarregi et écrit par Junes Casenave ;
- 1990 : Mauléon sur le thème de Abadia Urrustoi et écrit par Jean Louis Davant ;
- 1991 : Musculdy sur le thème de Harizpe et écrit par Pier Paul Berzaitz ;
- 1991 : Larrau[2] sur le thème de Xalbador ;
- 1992 : Sainte-Engrâce sur le thème de Santa Kruz et écrit par Junes Casenave ;
- 1993 : Gotein-Libarrenx sur le thème de Eüskaldünak Iraultzan et écrit par Jean Louis Davant ;
- 1994 : Saint-Just-Ibarre sur le thème de San Mixel Garikoitz et écrit par Junes Casenave ;
- 1995 : Roquiague sur le thème de Aguirre Presidenta et écrit par Jean Louis Davant ;
- 1996 : Garindein sur le thème de Sabin Arana Goiri et écrit par Allande Agergarai ;
- 1997 : Tardets sur le thème de Atharratze Jauregian et écrit par Pier Paul Berzaitz ;
- 1997 : Tardets[2] sur le thème de Charles de Luxe ;
- 1998 : Barcus sur le thème de Herriko Semeak et écrit par Patrick Queheille ;
- 1999 : Alçay et Lacarry sur le thème de Agota et écrit par Junes Casenave ;

### XXIesiècle
De nos jours, une pastorale majeure se déroule chaque année dans un village différent; il arrive parfois que deux villages jouent une pastorale la même année; cela reste exceptionnel. Généralement, deux représentations sont jouées, le dernier dimanche de juillet et le premier dimanche d'août.
- 2000 : Esquiule sur le thème de Madalena de Jaureguiberry et écrit par Pier Paul Berzaitz ;
- 2001 : Trois-Villes et Sauguis sur le thème de Etxahun Iruri et écrit par Roger Idiart ;
- 2001 : Chéraute sur le thème du Xiberoko Makia (Le maquis de Soule) et écrit par Jean Louis Davant ;
- 2002 : Aussurucq sur le thème de Ürrüti Jauregiko Peirot et écrit par Niko Etxart ;
- 2003 : Idaux-Mendy[2] sur le thème de Ramuntxo et écrit par Pier Paul Berzaitz ;
- 2004 : Mauléon[2] sur le thème de Antso Handia et écrit par Jean Louis Davant ;
- 2005 : Licq-Athérey sur le thème de Bereterretx et écrit par Pier Paul Berzaitz ;
- 2006 : Sainte-Engrâce sur le thème de Santa Grazi et écrit par Junes Casenave ;
- 2006 : Moumour sur le thème de Momor écrit par Gilbert Estecahandy, mis en scène par Alain Munoz (livret: voir liens externes) ;
- 2007 : Camou-Cihigue sur le thème de Eñaut d'Elissagaray et écrit par Junes Casenave. Cette pastorale demanda six mois de préparation, regroupant 70 acteurs, parmi les 106 habitants du village[2], et accueillant 3 500 spectateurs ;
- 2008 : Espès-Undurein sur le thème d'Xiberoko Jauna (Auger III de Mauléon[5]) et écrit par Jean Louis Davant; Quatre villages s'étaient réunis pour organiser cette pastorale : Espès-Undurein,Ainharp, Arrast-Larrebieu et Charitte-de-Bas. ;
- 2009 : Alos-Sibas-Abense sur le thème de Belagileen Trajeria[6] et écrit par Dominika Rekalt. La pastorale relatait un épisode historique survenu il y a 400 ans (1609), en Labourd, au cours duquel Pierre de Lancre, inquisiteur nommé par Henri IV procéda au jugement et à l'exécution de prétendues sorcières [7];
- 2010 : Barcus sur le thème de Xahakoa et écrit par Patrick Queheille ;
- 2011 : Larrau sur le thème de  Telesforo Monzón et écrit par Johañe Bordaxar ;
- 2012 : Roquiague sur le thème de Jose Mendiague et écrit par Johañe Bordaxar ;
- 2013 : Chéraute sur le thème de René Cassin et écrit par Jean-Louis Davant ;
  - En 2013, la "mini-pastorale" Ederlezi, sur le thème des Bohémiens du Pays basque, écrite par Mixel Etxekopar sur la base du livre Buhamiak de Nicole Lougarot, est donnée à Gotein-Libarrenx dans le cadre du festival Xiru.
- 2014 : Garindein sur le thème de Ni, Petti Buhamea mis en scène par Mixel Arotce et écrit par Pier Pol Berzaitz ;
  - En 2014, la "pastorale urbaine" Gerezien Denbora, mise en scène par Beñat Achiary et Julen Axiari et écrite par Itxaro Borda, est créée à Bayonne puis jouée à Itxassou dans le cadre d'Errobiko Festibala.
- 2015 : Trois-Villes et Sauguis sur le thème de Pierra Lhande écrite par Annick Renaud Coulon-Apphatia ;
- 2016 : Tardets-Sorholus sur le thème de Jean Pitrau, écrit par Pier Paul Berzaitz et mis en scène par Jean-Pierre Récalt. Jean Pitrau (1929-1975) était un agriculteur et syndicaliste souletin, membre de l'organisation Jeunesse agricole catholique (JAC), qui a milité pour l'amélioration des conditions de vie des paysans et des bergers des montagnes pyrénéennes[8]. Parmi les personnages apparaissant sur scène, on retrouve également le ministre Edgard Pisani, ainsi que José Bové et Jean-Paul Sartre, représentés dans une scène sur mai 68. Une présentation d'extraits de la pastorale a été programmée pour le Festival d'automne au théâtre du Châtelet[9];
  - 2016 : Katalina de Erauso, écrite par Maite Berrogain et mise en scène par Pantxika Urruty. Jouée à Bayonne, Saint-Sébastien et Saint-Jean-Pied-de-Port, inspirée de l'histoire vraie d'une jeune femme évadée d'un couvent de Saint-Sébastien et travestie en homme pour ne plus être reconnue[10].
- 2017 : Alçay-Lacarry sur le thème Joanikot écrite par Joana Etxart (histoire de Joan d'Arberoue capitaine navarrais du XVIe siècle) ;
- 2018 : Mauléon-Licharre sur le thème le Chevalier de Béla (Belako zaldüna) écrite par Jean Bordachar, elle retrace l'histoire du chevalier Jean-Philippe de Béla qui vécut en Soule à Mauléon au XVIIIe siècle. ;
- 2018 : Moumour sur le thème des Cagots (Eth Cagots) écrit par Gilbert Estecahandy, mise en scène par Alain Munoz ;
- 2019 : Pagolle sur le thème de Dominique Garat, député pendant la Révolution française.
- 2021 : Arrast-Larrebieu sur le thème Abdelkader écrite par Jean-Louis Davant ;
- 2022 : Musculdy sur le thème de Simone Veil[11]
- 2023 : Ordiarp sur le thème de Jean et Madeleine de Jaureguiberry[12]
- 2024 : Camou-Cihigue, Ligetx koblakaria(k), consacrée à Madalena et Luis Ligetx, chanteurs et improvisateurs.
- Également en 2024, à La Bastide-Clairence et Bardos sur le thème d’Inesa de Gaxen[13] : une pastorale bilingue en basque et en occitan-gascon, mise en scène par Pantxika Urruty et écrite par Itxaro Borda.

## Pour approfondir